# Cytisus drepanolobus
Cytisus drepanolobus är en ärtväxtart som beskrevs av Pierre Edmond Boissier. Cytisus drepanolobus ingår i släktet kvastginster, och familjen ärtväxter. Inga underarter finns listade i Catalogue of Life.